# ویلینگ، گیبسون، ایندیانا
ویلینگ (به انگلیسی: Wheeling) یک منطقهٔ مسکونی در ایالات متحده آمریکا است که در شهرستان گیبسون، ایندیانا واقع شده‌است. ویلینگ ۱۴۰٫۵۱ متر بالاتر از سطح دریا واقع شده‌است.